# Depresiunea Magadino

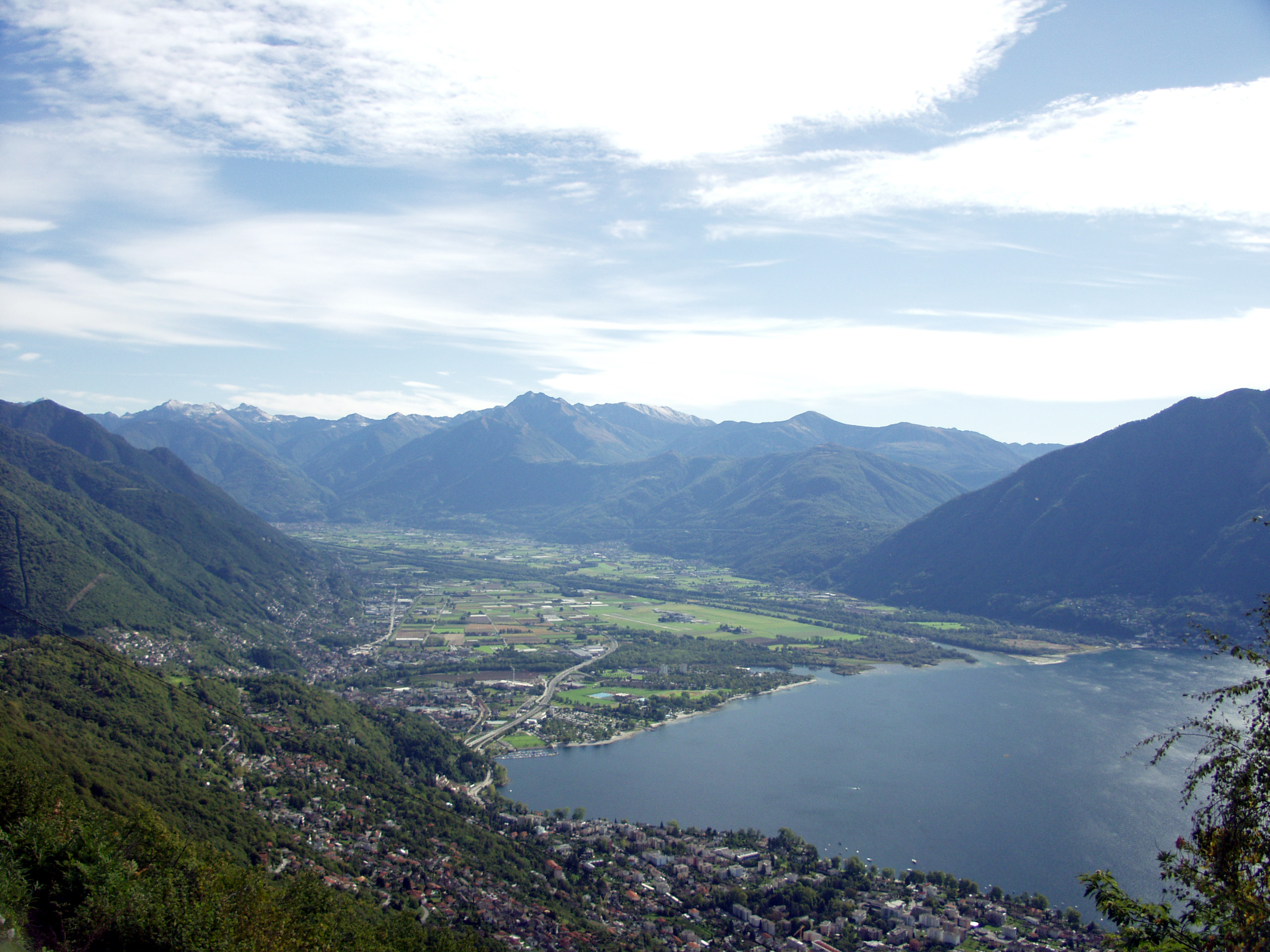
Depresiunea Mogadino cu locul de vărsare al lui Ticino în Lago Maggiore

Depresiunea Mogadino  (ital. Piano di Magadino) se află în cantonul Ticino în sudul  Elveției.  El se întinde da la malul de nord a lui  Lago Maggiore până la orașul Bellinzona. Numele depresiunii provine de la comuna Magadino (Gambarogno) situată pe malul de sud-vest al lacului Maggiore. Depresiunea a luat naștere prin sedimentele aduse de râul Ticino. Până la rectificarea cursului râului, regiunea era între anii 1888 - 1912 un smârc, o sursă de boli numeroase la ovine și om. În prezent satele din depresiune sunt protejate prin diguri contra inundațiilor. Prin canalizarea cursului râului prin secolul XIX s-au redus meandrele și limitarea lățimii cursului  la 60 de m, crescând astfel suprafața de teren arabil unde se cultivă mai ales orez. Numai locul de intrare în lacul Maggiore a rămas neatins de mâna omului, el fiind numit "Bolle di Magadino" o regiune mlăștinoasă biotop pentru animale acvatice și declarat parc național.